# Sam Simon
Samuel Michael Simon, conhecido por Sam Simon (Los Angeles, 6 de junho de 1955 - Los Angeles, 8 de março de 2015), foi um produtor de televisão e roteirista norte-americano, conhecido por ter sido um dos colaboradores originais de Os Simpsons, juntamente com Matt Groening e James L. Brooks. Trabalhou também em programas de televisão, como Cheers, The Tracey Ullman Show e The Drew Carey Show. Também era um filantropo e contribuía para Sea Shepherd.
Foi casado com Jennifer Tilly entre 1984 e 1991. Sam Simon morreu em 8 de março de 2015 em decorrência de um câncer de cólon, aos 59 anos de idade. Foi sepultado no Westwood Village Memorial Park Cemetery.